# Sorex bairdi
Sorex bairdi — вид роду мідиць (Sorex) родини мідицевих.

## Поширення
Ендемік Орегону (США). Мешкає у вологих хвойних лісах.

## Опис
Хутро темно-коричневе взимку, а влітку коричнево-каштанового або оливково-коричневого кольору; боки і черево світлі. Довжина тіла від 100 до 143 мм, із середньою вагою 7,6 грамів (від 5,5 до 11,2 грамів).

## Звички
Їсть комах, хробаків, равликів і павуків.

## Загрози та охорона
Немає серйозних загроз для цього виду. Живе в охоронних районах по всьому ареалу.